# 13403 Sarahmousa
13403 Sarahmousa è un asteroide della fascia principale. Scoperto nel 1999, presenta un'orbita caratterizzata da un semiasse maggiore pari a 2,2451922 UA e da un'eccentricità di 0,1824766, inclinata di 5,39015° rispetto all'eclittica.